# Анна та король Сіаму
Анна та король Сіаму — біографічний роман американської письменниці Маргарет Лендон про Анну Леонуенс, англійку, яка викладала при дворі сіамського короля Монгкута в 1860-х. Книга написана в 1944 і являє собою змішання реальних історичних фактів з белетристикою.
Анна Леонуенс є реальною історичною особою, викладала 5 років англійську мову та культуру при сіамські дворі. Вона залишила про цей час дві, набагато менш популярні, книги мемуарів, які лягли в основу даного роману:
1. The English Governess at the Siamese Court (1870)
2. Romance of the Harem (1872)

Маргарет Лендон у своїй книзі про Анну використовувала розповідь від першої особи, написавши нібито ще одну, «справжню» книгу спогадів. Її роман заснований на даних з мемуарів Анни, а також деталях про сіамські побут і культуру, які Лендон запозичила з інших джерел, а також з власного досвіду, оскільки 1927—1937 вона прожила в тому ж регіоні разом з чоловіком-місіонером.
Роман переведений на десяток європейських мов, але в Таїланді він донині залишається забороненим, вказується, що багато фактів у ньому виявилися явною вигадкою.
Український переклад вийшов 2018 році у видавництві «Фабула» (перекладач Ганна Яновська).

## Екранізації
- 1946: «Anna and the King of Siam». У ролях Айрін Данн і Рекс Харрісон
- 1956: «Король і я». У ролях Дебора Керр і Юл Бріннер
- 1972: «Anna and the King» , телесеріал. У ролях Саманта Еггар і Юл Бріннер
- 1999: «Король і я», мультфільм. Озвучували Міранда Річардсон і Мартін Відновіч
- 1999: «Анна та Король». У ролях Джоді Фостер і Юньфат Чоу